# 中壢街

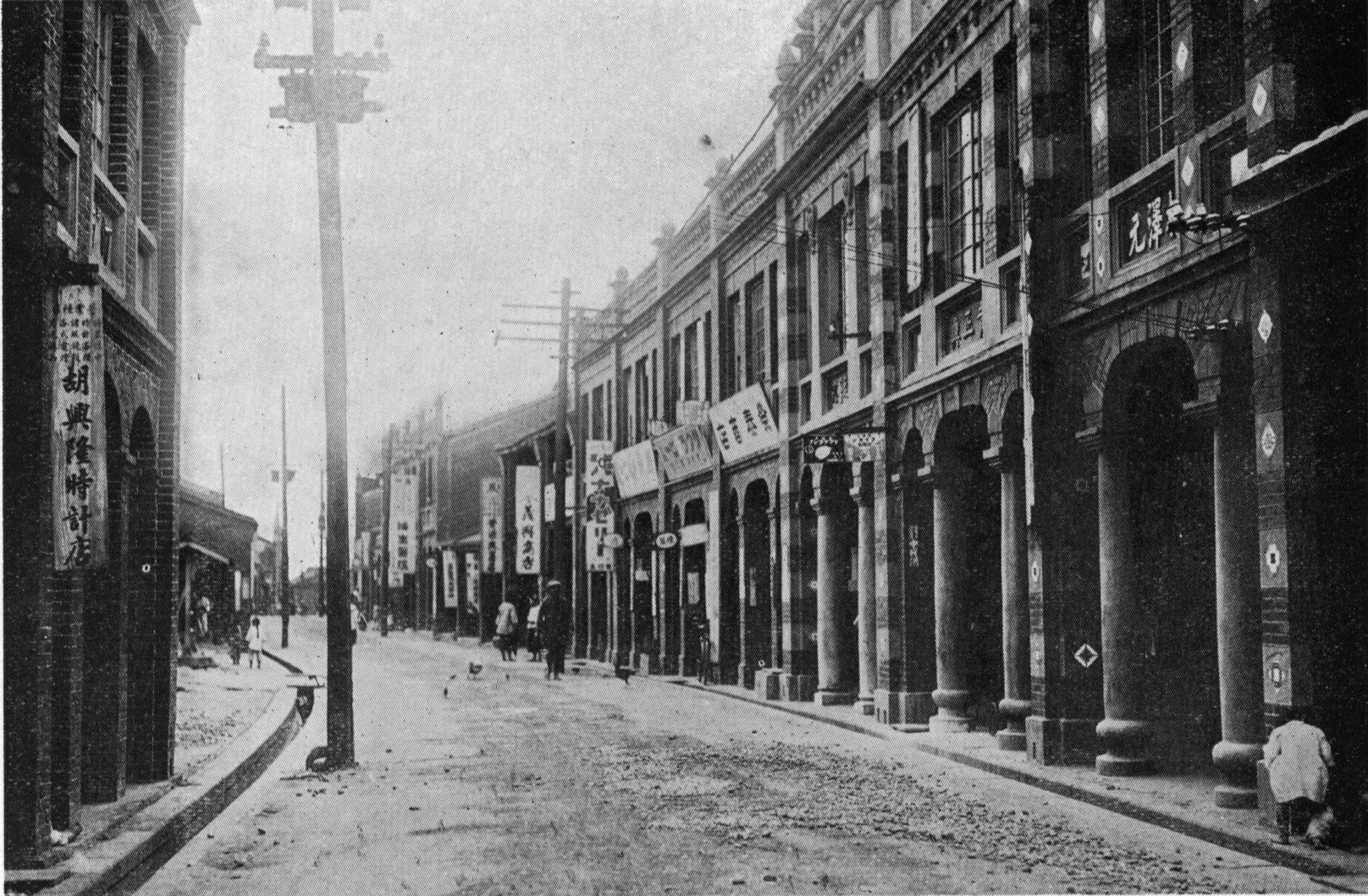
中壢街位於桃園街南方約12公里處，是桃園、大溪與新竹間的交通要衝。

中壢街為台灣日治時期1929年至1945年間存在之行政區，原為1920年設立的中壢庄，轄屬新竹州中壢郡，亦為中壢郡的行政中心。中壢街為現今桃園市中壢區，而三座屋、石頭、後寮、水尾、中壢埔頂、興南發展為現今中壢區區中心。

## 行政區劃
中壢街在臺灣日治時期行政區劃的十二廳時期原屬新竹廳桃澗堡之後藔庄、石頭庄、中壢埔頂庄、內壢庄、水尾庄、青埔庄、興南庄、三座屋庄、芝芭里庄、洽溪仔庄等10庄，和竹北二堡之大崙庄、過嶺庄等2庄。1920年10月，上述12庄合併為「中壢庄」，轄域內分內壢、水尾、青埔、過嶺、大崙、後寮、石頭、興南、芝芭里、三座屋、洽溪子、中壢埔頂等12個大字。
- 水尾大字下有「水尾」、「中壢新」小字名
- 興南大字下有「興南」、「中壢老」小字名
- 三座屋大字下有「三座屋」、「舊社」小字名
- 芝芭里大字下有「芝芭里」、「大路下」小字名
- 大崙大字下有「內厝子」、「月眉」、「山下」小字名[2]

1929年6月1日，中壢庄升格為「中壢街」，其管轄不變。

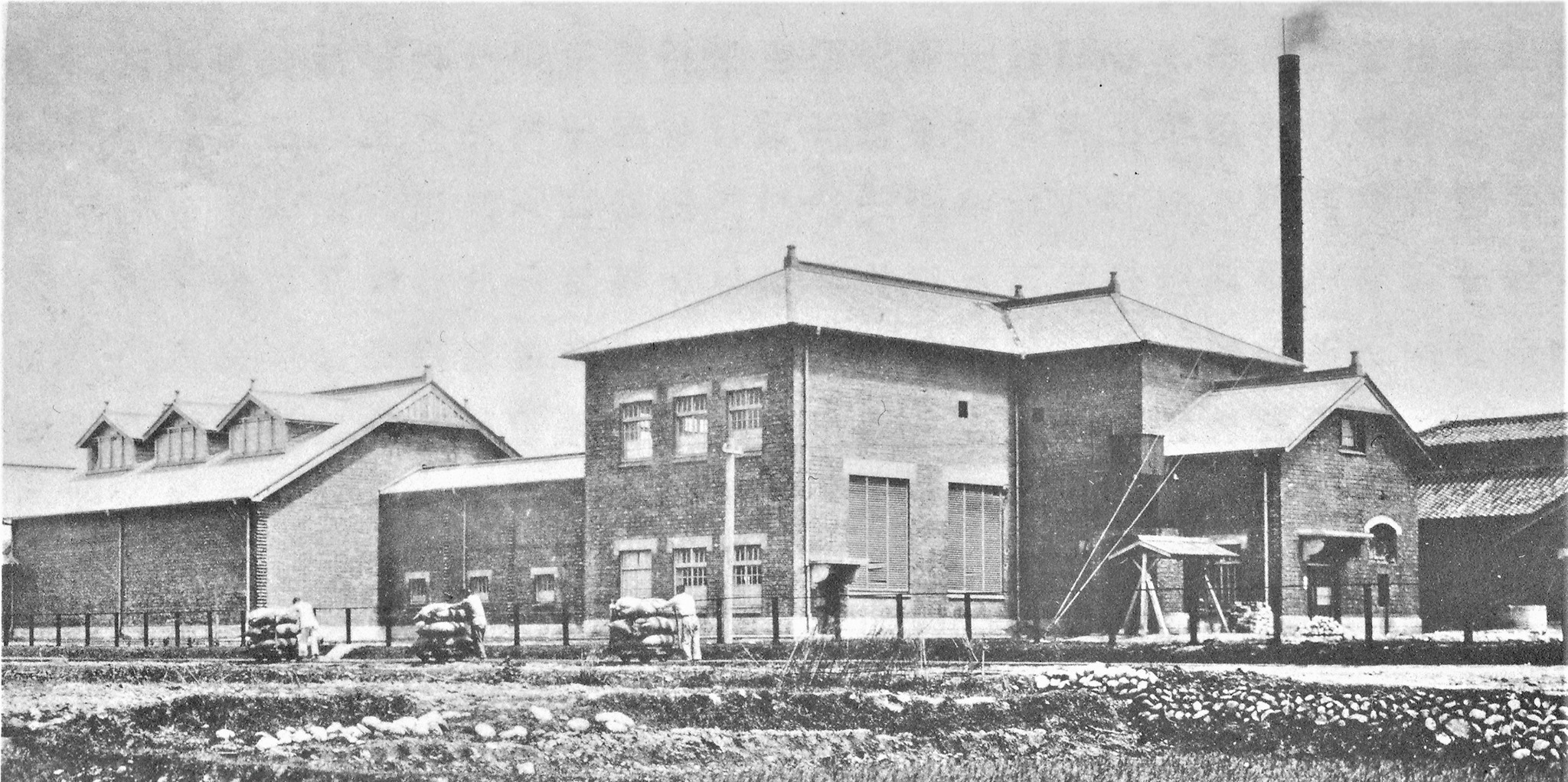
新竹州中壢農業倉庫。

## 交通
- 中壢車站
- 中壢軌道株式會社─中壢線（興南至龍潭、觀音）、新屋線（興南至新屋）、東勢線（石頭至東勢）
- 桃園軌道株式會社─中壢線（更寮腳至青埔）

- 中壢觀音道（中壢街石頭至觀音庄觀音）
- 中壢龍潭道（中壢街興南至平鎮庄山子頂）[3]

## 教育
- 中壢尋常高等小學校→中壢國民學校（戰後廢校，原址現為桃園市立中壢家事商業高級中等學校）
- 中壢第一公學校→興南國民學校（今桃園市中壢區中壢國民小學）
- 中壢第二公學校→白川國民學校（今桃園市中壢區新街國民小學）
- 大崙公學校→大崙國民學校（今桃園市中壢區大崙國民小學）
- 中壢農村國民學校→中壢實修農業職業學校（今桃園市立中壢國民中學）
- 中壢家政女學校→中壢農業實踐女學校（今國立中央大學附屬中壢高級中學）[4]

## 設施
- 中壢郡役所
- 中壢街役場
- 中壢郵便局
- 臺灣總督府米穀檢查所中壢出張所
- 中壢公會堂
- 中壢街消費市場
- 新竹州農會中壢倉庫
- 新竹州米穀利用購買販賣組合中壢倉庫
- 中壢神社[4]

## 會社
- 國際電話株式會社中壢送信所
- 國際通運株式會社中壢出張所
- 臺灣合同電氣中壢散宿所
- 臺灣製革株式會社中壢分工化製場
- 臺灣煉瓦株式會社中壢工場
- 帝國製糖株式會社崁子腳製糖所
- 台灣商工銀行中壢支店
- 中壢信用購買販賣利用組合
- 大崙信用購買販賣利用組合[4]

## 名所舊跡
- 仁海宮
- 圓光寺
- 北白川宮殿下御遺跡地記念碑（1932年7月立碑）[3]

- 明治28年（1895年）年7月30日，北白川宮能久親王宿於桃園中壢仁海宮。
- 仁海宮內部舊照。